# Punnettkvadrat

Punnettkvadraten visar alla möjliga fenotyper som genotyperna kan ge upphov till. Bilden visar hur Y är genotypen för gul banan medan y är genotypen för grön banan. Y är dominant anlag och y recessivt anlag, vilket gör att fenotypen Yy leder till en gul banan och yy en grön banan.

Punnettkvadraten är inom genetiken ett diagram som visar alla möjliga kombinationer av genetisk information för en speciell fenotyp. Metoden utvecklades av Reginald C. Punnett.